# Cieleśnica
Cieleśnica – wieś w Polsce położona w województwie lubelskim, w powiecie bialskim, w gminie Rokitno.
| SIMC    | Nazwa   | Rodzaj    |
| ------- | ------- | --------- |
| 0018201 | Salusie | część wsi |

W latach 1975–1998 miejscowość administracyjnie należała do województwa bialskopodlaskiego.
Wieś jest sołectwem w gminie Rokitno. Według Narodowego Spisu Powszechnego z roku 2011 wieś liczyła 502 mieszkańców.
Wierni Kościoła rzymskokatolickiego należą do parafii Trójcy Świętej w Janowie Podlaskim.

## Założenie folwarku
Historyczne korzenie miejscowości sięgają już XV wieku, kiedy to ziemie te znajdowały się w posiadaniu rodziny Andruszkiewiczów. W 1526 roku majątek przeszedł w ręce rodziny Cieleśnickich, która założyła folwark i dała początek nazwie wsi. Na przestrzeni wieków folwark zmieniał swoich właścicieli i w roku 1630 został zakupiony przez Aleksandra Ludwika Radziwiłła (ówczesnego stolnika Wielkiego Księstwa Litewskiego) oraz włączony do hrabstwa bialskiego.